# Đình Bến Thế
Đình Bến Thế hay đình Tân An tọa lạc tại khu phố 1, phường Tân An, thành phố Thủ Dầu Một, tỉnh Bình Dương.

## Quá trình hình thành
Đình được xây dựng vào năm 1820 bởi nhân dân của 4 xã: Tương Bình (Tương Bình Hiệp), Tương An (Tân An), Tương Hòa (Định Hòa) và Cầu Định. Ban đầu chỉ là mấy gian nhà lá đơn sơ lấy tên là Tương An miếu, thờ thần Thành Hoàng Bổn Cảnh.
Khoảng 30 năm sau đó, tổ tiên dòng họ Nguyễn tại địa phương đã đứng ra chủ trì xây dựng lại ngôi đình với quy mô lớn hơn và có hình dáng như bây giờ.
Ngày 21 tháng 01 năm Tự Đức thứ 21 (1869), vua Tự Đức ban sắc phong cho đình Tân An, công nhận ngôi đình và phong tước hiệu cho thần Thành Hoàng để nhân dân biết mà thờ cúng. Theo sắc phong của vua ban thì vị thần được thờ chính trong đình là Thành Hoàng Bổn Cảnh.
Ngày 26 tháng 04 năm 2004 đình Tân An được UBND tỉnh Bình Dương ký quyết định công nhận là Di tích lịch sử văn hóa cấp tỉnh. Hàng năm đình Tân An được nhà nước cấp kinh phí trùng tu, bảo quản.

## Không gian kiến trúc
Ngôi đình được xây dựng theo lối kiến trúc sắp đọi, 4 mái, gồm 3 khu chính.
- Nhà võ ca nằm ngay sau cổng đình, đây là nơi diễn ra những hoạt động ca múa nghệ thuật trong những dịp lễ hội.
- Khu chánh điện là nơi đặt 15 hương án nối tiếp nhau, nơi trưng bày lễ vật hiến tế thần linh trong dịp lễ. Đây là nơi thể hiện rõ nhất bàn tay tài hoa của con người Tân An qua hàng loạt hoành phi, câu đối, án thờ, nghệ thuật trang trí, tạo hình hoa quả.
- Hậu điện là nơi thờ thần Thành Hoàng Bổn Cảnh. Điện thờ thần Thành Hoàng được ngăn với khu chánh điện bằng vách ngăn, có bệ để mọi người khi bước qua đều phải cúi đầu kính cẩn. Bàn thờ thần Thành Hoàng gồm có 3 bậc: bậc thứ nhất dùng để chưng lễ vật trong các nghi lễ; bậc thứ hai dùng cho việc dâng hương, đăng, trà, rượu; bậc thứ ba nghinh sắc thần, còn gọi là bàn thần, trên vách phía sau bàn thần có ghi chữ:Thần bằng Hán tự. Phía bên trái, bên phải thần là Tả ban, Hữu ban - lực lượng hầu cận, phò tá Thần.

Ngoài ra, ở phía Đông và phía Tây là khu nhà trú dùng để tổ chức yến tiệc trong những ngày tế lễ. Phía trước võ ca còn có hai miếu nhỏ với kiến trúc cổ kính thờ Bạch Mã Thái giám - phương tiện đi lại của thần và thần Hổ - thần cai quản núi rừng. Phía trước đình là đài xã tắc, nơi thờ thần Đất và thần Lúa nếp.

## Lễ hội
Lễ hội đình Tân An được tổ chức theo định kỳ hàng năm cúng nhỏ, đáo lệ ba năm cúng lớn (tam niên đáo lệ kỳ yên) vào những năm Tý, Mão, Ngọ, Dậu. Lễ hội diễn ra 3 ngày 3 đêm từ 14 đến 16 tháng 11 âm lịch. Ban quý tế gồm 30 người được phân công thành các ban: ban tiếp tân có nhiệm vụ đón khách; ban trật tự giữ gìn an ninh trong những ngày diễn ra lễ hội; ban nấu nướng phụ trách mua sắm, làm tiệc; ban tài chính quản lý chi tiêu, ban lễ vật có nhiệm vụ nhận và trả lễ vật bà con dâng cúng.
Cửa hậu điền và tất cả các cánh cửa khác trong đình được mở rộng để đón mọi người đến tham dự.
Ngôi đình này đã từng là phim trường của các bộ phim như: Vó ngựa trời Nam, Lục Vân Tiên, Ván bài lật ngửa, Đất phương Nam.